# Miron z Kizyku
Miron z Kizyku, gr. Μύρων, Myron (zm. ok. 250 w Kizyku) – święty katolicki, męczennik.
Był kapłanem, który za panowania cesarza Trajana Decjusza padł ofiarą prześladowań chrześcijan. Skazany został przez namiestnika Antypatra na wygnanie do Kizyku (Cysicos) i tam ok. roku 250 na mocy kolejnego wyroku ścięto.
Baroniusz wpisał św. Mirona do Martyrologium Rzymskiego pod datą 17 sierpnia (wcześniej występował też pod datami 13 i 21 sierpnia).